# The Other Side (Jason Derulo)
The Other Side è un singolo del cantante statunitense Jason Derulo, il primo estratto dal terzo album in studio Tattoos.

## Video musicale
Nel videoclip ufficiale, uscito il primo maggio del 2013 vengono alternate parti ballate ad altre in cui viene sviluppata una trama.

### Dance video
Il 30 maggio del 2013 uscì una versione "dance edit" del video. In questo video, Jason esegue l'intera coreografia del brano insieme ad alcuni ballerini, mentre alla protagonista del video principale è riservato solo qualche fotogramma.

## Classifiche
| Classifica (2013) | Posizione |
| ----------------- | --------- |
| Australia         | 4         |
| Belgio(Fiandre)   | 19        |
| Belgio (Vallonia) | 20        |
| Canada            | 5         |
| Europa            | 3         |
| Francia           | 45        |
| Germania          | 35        |
| Italia            | 42        |
| Nuova Zelanda     | 12        |
| Regno Unito       | 2         |
| Stati Uniti       | 18        |
| Sudafrica         | 10        |
| Ungheria          | 4         |
| Venezuela         | 5         |